# مرغ مگس کلاه‌آبی
مرغ مگس کلاه‌آبی یا مرغ مگس اوآخاکا (نام علمی: Eupherusa cyanophrys) نام یک گونه از تیره مرغ‌های مگس است. این گونه بومی جنگل‌های نیمه گرمسیری در جنوبی‌ترین بخش Sierra Madre del Sur در اوآخاکا مکزیکو است. این گونه در معرض تهدید تخریب زیستگاه است.
همانند مرغ مگس دم‌سفید، گاهی به عنوان زیرگونه‌ای از مرغ مگس دم‌نواری دسته بندی می‌شود.